# Psittacanthus breedlovei
Psittacanthus breedlovei är en tvåhjärtbladig växtart som beskrevs av J. Kuijt. Psittacanthus breedlovei ingår i släktet Psittacanthus och familjen Loranthaceae. Inga underarter finns listade i Catalogue of Life.